# Mesadenus lucayanus
Mesadenus lucayanus är en orkidéart som först beskrevs av Nathaniel Lord Britton, och fick sitt nu gällande namn av Rudolf Schlechter. Mesadenus lucayanus ingår i släktet Mesadenus och familjen orkidéer. Inga underarter finns listade i Catalogue of Life.